# Hattmatt
Hattmatt is een gemeente in het Franse departement Bas-Rhin (regio Grand Est) en telt 681 inwoners (1999). De plaats maakt deel uit van het arrondissement Saverne.

## Geografie
De oppervlakte van Hattmatt bedraagt 4,2 km², de bevolkingsdichtheid is 162,1 inwoners per km².
De onderstaande kaart toont de ligging van Hattmatt met de belangrijkste infrastructuur en aangrenzende gemeenten.

## Demografie
Onderstaande figuur toont het verloop van het inwonertal (bron: INSEE-tellingen).